# Carl Burgeff

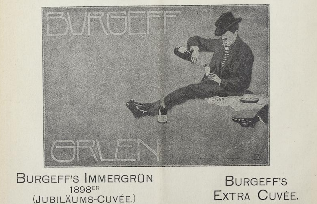
Werbung (1901)

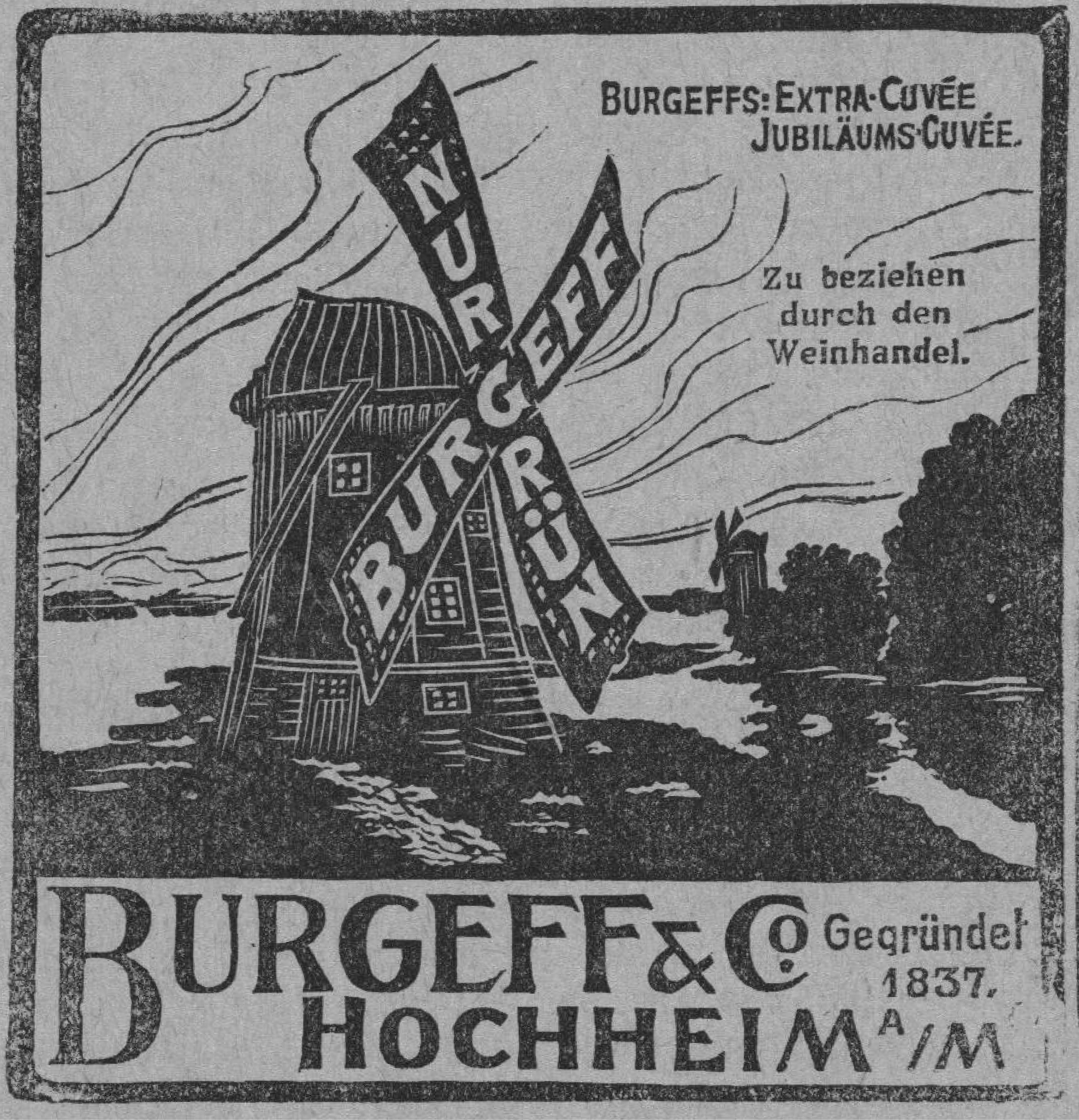
Werbung (1906)

Carl Burgeff (* 18. April 1813 in Geisenheim; † 1. April 1871 in Hochheim am Main) war ein Sektkellereibesitzer.

## Leben
Seine Eltern waren der Geisenheimer Gutsbesitzer und Küfer Jakob Burghef (1761–1827) und Barbara (1773–1848), eine Tochter des Müllers Adam Krayer in Oestrich-Winkel. Sein Bruder Johann war Gerichtsassessor in Eltville.
Carl Burgeff besuchte 1829–1830 das Gymnasium Weilburg und wurde Kaufmann.
Sein Bruder hatte Ignaz Schweickardt (1811–1858) kennengelernt, der für seinen Betrieb nach Geldgebern suchte. Ihre verwitwete Mutter gewährte ein Darlehen von 1.600 Gulden zu 5 %. Carl stieg als kaufmännischer Leiter in das Unternehmen ein und gründete 1837 in Hochheim die Sektkellerei Burgeff & Schweickardt. Sie verwendete heimische Grundweine, die als Moussierender Hochheimer oder Sparkling Hock besonders bei den englischen und amerikanischen Kurgästen in den Bädern am Rhein und im Taunus beliebt waren.
Er war ein Gesinnungsfreund des Hochheimer Gutsbesitzer und Kaufmanns Georg Hofmann (1798–1853) und des Floßhändler und Wirt Lorenz Eber. Als 1841 eine Untersuchung wegen „Teilnahme an revolutionären Umtrieben“ gegen Hofmann eingeleitet wurde, waren auch Eber und Carl Burgeff wegen des gleichen Deliktes beschuldigt (Beteiligung am Bund der Geächteten). Burgeff gelang die Flucht nach London, wo er eine Niederlassung gründete. Als er 1843 bei seiner Rückkehr dem Kriminalrichter vorgeführt wurde, konnte man ihm nichts Gesetzwidriges entlocken. Bald exportierte er ein Drittel seiner Produktion.
1848 heiratete er Caroline Reuß (* 1823), mit der er eine Tochter hatte.
Schweickardt ließ sich 1857 auszahlen. Im gleichen Jahr wurde die Firma unter Mitwirkung der Meininger Bank in die Hochheimer Actiengesellschaft zur Bereitung moussierender Weine mit einem Grundkapital von 1 Million Gulden umgewandelt.

## Belege
1. ↑  Günther Herzog: Burgeff (Burghef), Carl. In: Neue Deutsche Biographie (NDB). Band 3, Duncker & Humblot, Berlin 1957, ISBN 3-428-00184-2, S. 44 (Digitalisat).
2. ↑  Rudolf Pfeiffer: Christ, Wilhelm von. In: Neue Deutsche Biographie (NDB). Band 3, Duncker & Humblot, Berlin 1957, ISBN 3-428-00184-2, S. 216 (Digitalisat). (Erwähnung des Müllers Adam Krayer)
3. ↑  Staats- und Adress-Handbuch des Herzogthums Nassau, S. 49
4. ↑  http://www.specknet.de/boehning/archivalien.html
5. ↑  http://www.historische-eschborn.de/berichte/Main-Taunus-Kreis/Georg_Hofmann/body_georg_hofmann.html

| Personendaten    | Personendaten                  |
| ---------------- | ------------------------------ |
| NAME             | Burgeff, Carl                  |
| KURZBESCHREIBUNG | deutscher Sektkellereibesitzer |
| GEBURTSDATUM     | 18. April 1813                 |
| GEBURTSORT       | Geisenheim                     |
| STERBEDATUM      | 1. April 1871                  |
| STERBEORT        | Hochheim am Main               |